# Johann Joseph Freidhoff

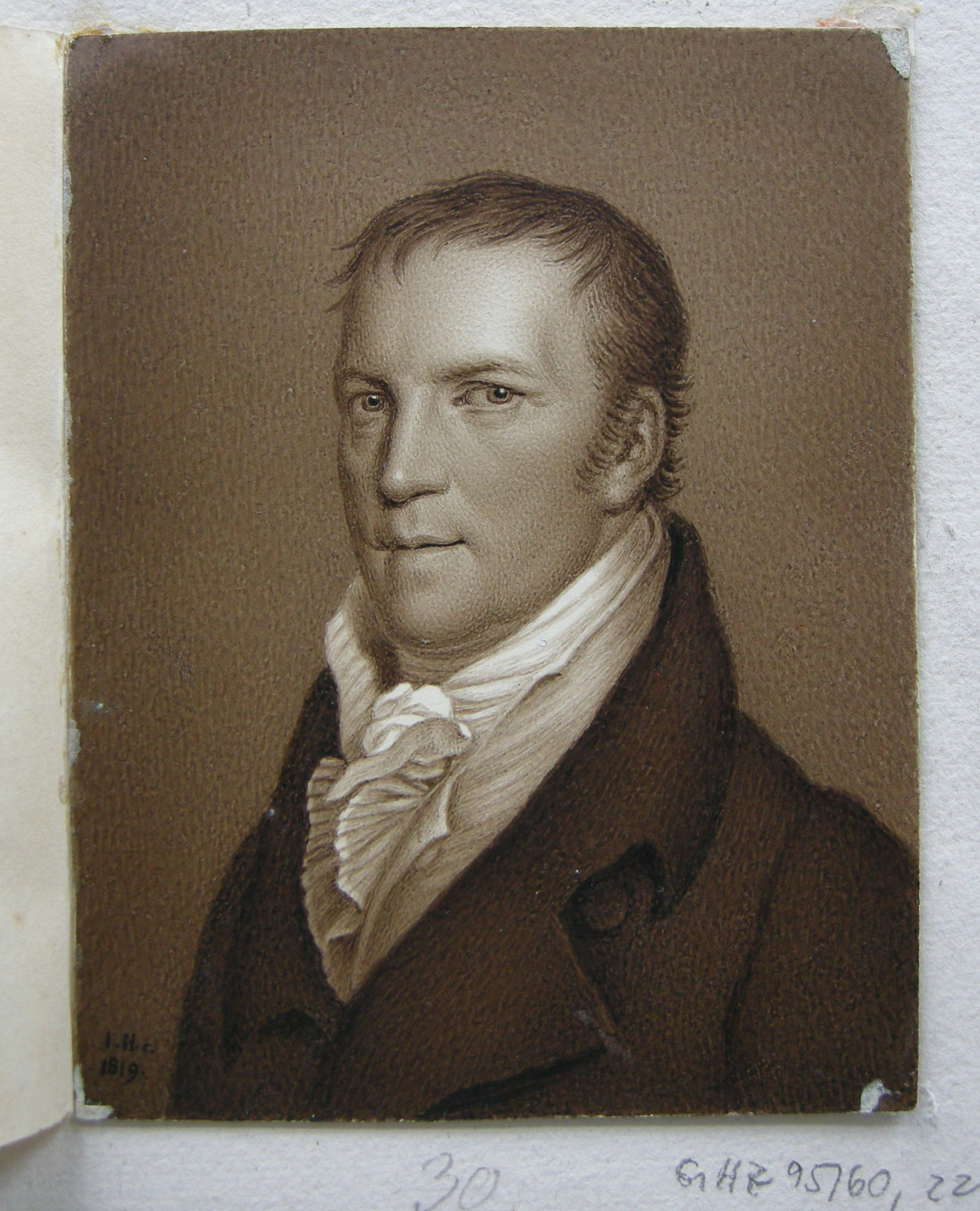
Johann Joseph Freidhoff von Johann Heusinger 1820 für den Berlinischen Künstlerverein

Johann Joseph Freidhoff (* 12. Februar 1768 in Heggen; † 14. März 1818 in Berlin) war ein deutscher Zeichner, Kupferstecher und Schabkünstler. Er wirkte auch unter den Namen Freidhof, Johann Joseph; Freidhoff, Johann Jakob und Freithoff, Joseph.

## Leben
Der Freiherr von Schade zu Ahausen ermöglichte Freithoff den Besuch des Ordens-Gymnasiums der Franziskaner in Attendorn, des Gymnasiums Laurentianum der Prämonstratenser in Arnsberg und schließlich der Universität in Bonn. Danach trat er eine Sekretärstelle beim Kurkölnischen Landzollkommissariat in Uerdingen an.
1791 konnte er bei Johann Gerhard Huck (1759–1811) in Düsseldorf eine Lehre als Kupferstecher antreten. Er stach 1794 seine ersten Blätter für den Grafen Friedrich Moritz von Brabeck in Hildesheim, darunter auch den „Wasserfall“ nach Jacob Izaaksoon van Ruisdael. 1795 übersiedelte er nach Dessau und war bis 1798 bei der neu gegründeten Chalkographischen Gesellschaft tätig. Dann gründete er in Berlin ein eigenes Unternehmen, war aber auch als Kunsthändler tätig und Professor für Kupferschabkunst. Er bereiste die Niederlande, Frankreich und Italien und hielt sich 1816/17 (→Deutschrömer) in Rom auf. Von 1804 bis zu seinem Tod 1818 war er ordentliches Mitglied der Preußischen Akademie der Künste in Berlin. Im Jahre 1807 wurde er auswärtiges Ehrenmitglied der Gesellschaft Felix Meritis zu Amsterdam.

## Werke

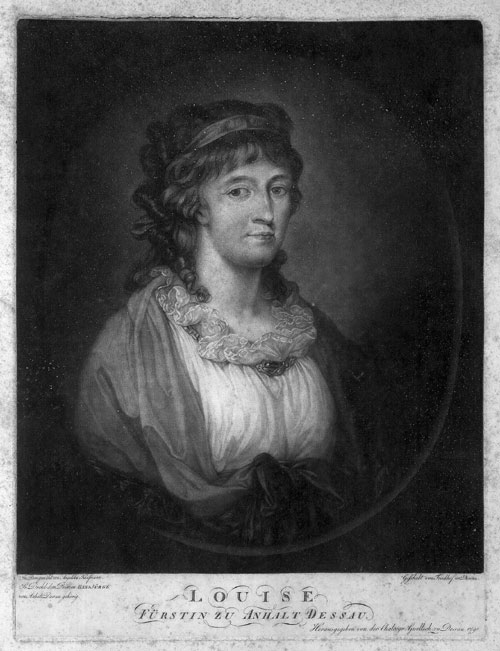
Johann Joseph Freidhoff: Luise von Anhalt-Dessau (1750–1811), Schabkunstblatt nach einem Gemälde von Angelika Kauffmann

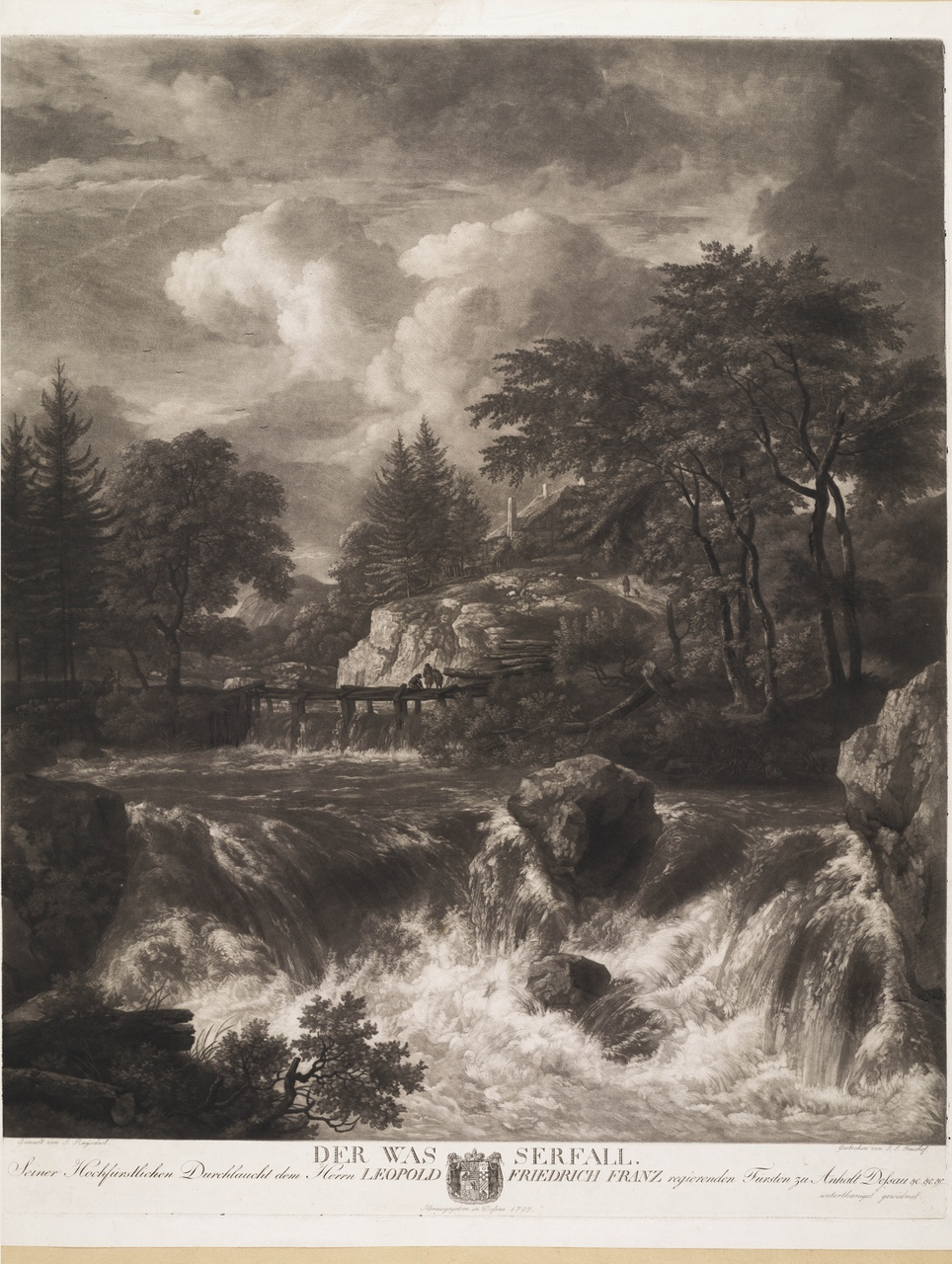
Der Wasserfall nach Ruisdael

Besonders bekannt wurden seine Reproduktionen nach Werken von Rembrandt, Rubens, Raffael und Ruisdael. Johann Wolfgang von Goethe schrieb über ihn: „Als schöne Ideen großer Künstler zu verbreiten und dadurch auf den Geschmack der ganzen Nation oder mehrerer Nationen zu wirken, nenne ich Johann Joseph Freidhof. Freidhofs Blätter in schwarzer Kunst sind in ihrer Kraft und Wirkung zart, fleißig, lieblich. Er hat sich als ein guter Künstler erwiesen und verdient viel Lob.“